# Lâng lâng (phim truyền hình)
Euphoria (tiếng Việt: Lâng lâng) là bộ phim tâm lý của Mỹ do HBO sản xuất dựa trên series cùng tên do Ron Leshem và Daphna Levin sản xuất. Bộ phim xoay quanh cuộc sống trung học có phần cực đoan của nữ sinh Rue (Zendaya), được biết đến như "con nghiện" ở tuổi 17.  Vừa trở về nhà sau khi đi cai nghiện, nhưng đã lập tức lao đầu vào những trận phê pha mới, cho đến khi gặp được Jules, cô bạn đầy bí ẩn đã đưa Rue vào một thế giới mới. Bên cạnh đó, theo chân Rue, lớp màn cuộc sống của thành phần học sinh trung học tại thời điểm hiện nay cũng được vén lên "trần trụi".
Bộ phim được công chiếu vào ngày 16 tháng 6 năm 2019. Vào tháng 7 năm 2019, bộ phim đã sẵn sàng để sản xuất phần hai, trước đó là hai tập đặc biệt dài một giờ phát sóng vào tháng 12 năm 2020 và tháng 1 năm 2021. Phần hai được khởi chiếu vào ngày 9 tháng 1 năm 2022.
Kể từ khi ra mắt, Lâng lâng đã nhận được sự hoan nghênh của giới phê bình, nhiều lời khen ngợi về kỹ thuật quay phim, cốt truyện, màn trình diễn của dàn diễn viên (đặc biệt là Zendaya và Schafer) và cách tiếp cận chủ đề người lớn, mặc dù gây tranh cãi vì nội dung khỏa thân và tình dục, mà một số nhà phê bình cho rằng quá mức và không cần thiết. Phim đã nhận được đề cử cho Giải thưởng Truyền hình của Viện Hàn lâm Anh cho Chương trình Quốc tế Xuất sắc nhất và Giải TCA cho Thành tựu Xuất sắc trong lĩnh vực Phim truyền hình. Với màn trình diễn xuất sắc của mình, Zendaya đã giành được Giải thưởng Primetime Emmy và Giải thưởng vệ tinh cho Nữ diễn viên chính xuất sắc nhất trong một bộ phim truyền hình dài tập.

## Diễn viên
- Zendaya vai Rue Bennett[4]
- Maude Apatow vai Lexi Howard
- Angus Cloud as Fezco
- Eric Dane vai Cal Jacobs
- Alexa Demie vai Maddy Perez
- Jacob Elordi vai Nate Jacobs
- Barbie Ferreira vai Kat Hernandez
- Nika King vai Leslie Bennett
- Storm Reid vai Gia Bennett
- Hunter Schafer vai Jules Vaughn
- Algee Smith vai Chris McKay
- Sydney Sweeney vai Cassie Howard
- Colman Domingo vai Ali ("Trouble Don't Last Always"; xuất hiện từ mùa 1)[5]
- Javon "Wanna" Walton vai Ashtray (season 2; xuất hiện từ mùa 1)
- Austin Abrams vai Ethan Lewis (mùa 2; xuất hiện từ mùa 1)
- Dominic Fike vai Elliot